# Natalia Baranskaïa
Natalia Vladimirovna Baranskaïa (en russe : Наталья Владимировна Баранская), née le 18 décembre 1908 (31 décembre dans le calendrier grégorien) à Saint-Pétersbourg (Russie) et morte le 29 octobre 2004, est une écrivaine russe.

## Biographie
Elle fut séparée de sa mère Lioubov Radchenko née Baranska et de son beau-père Stepan Radchenko, un médecin, alors qu'elle n'avait qu'un an et demi car ceux-ci furent emprisonnés pour activité révolutionnaire clandestine. En effet sa mère avait participé à la fondation de l'Union de Lutte pour la Libération de la Classe Ouvrière et collaborait au journal Iskra. 
Elle se remaria avec Vladimir Rozanov , le père de Natalia Baranskaïa, qui fut maintes fois victime de représailles. 
Une amie de sa mère, sa marraine, l'amenait retrouver ses parents au parloir les jours de visite. Son père libéré le premier sous caution échappa au jugement en émigrant en Suisse où Natalia le rejoignit vers sa troisième année.
Elle revint en Russie au début de la guerre 14-18. Elle suivit les cours de la faculté de Philologie et d'ethnologie de l'Université de Moscou et se maria  vers 1928 mais son mari fut arrêté. Elle sortit diplômée de l'Université en 1930, enchaîna avec des cours supérieurs de littérature puis travailla comme rédactrice dans diverses maisons d'édition.
Pendant la Grande guerre patriotique, elle fut évacuée dans un village de l'Altaï avec son fils et sa fille mais en 1943 son second époux périt pendant les combats. 
Après la guerre, elle rentra à Moscou et tacha de survivre avec ses deux enfants. Aidée par sa mère, elle put, malgré les énormes difficultés matérielles, faire un stage avec une bourse de recherche.
En 1952, elle fit publier Voyage de Saint-Pétersbourg à Moscou et le folklore du 18e siècle d'Alexandre Radichtchev et en 1953, La presse périodique russe
À partir de 1958, elle devint directrice adjointe du Musée Pouchkine pour en diriger la rénovation. Elle y passa huit années de travail intense sur les vingt qu'elle passa dans les musées à exercer sa spécialité et à écrire sur la littérature russe du XVIIIe siècle et de la première moitié du XIXe siècle. En 1966, elle fut invitée par Joseph Brodsky à lire des vers lors de soirées consacrées à Anna Akhmatova au cours desquelles étaient exposées des photos de Nikolaï Goumilev. À la suite de cela, « victime de l'opinion publique »  lors de la reprise en main des milieux intellectuels après le procès Siniavsky-Daniel (c'est-à-dire réprimée par le pouvoir communiste brejnévien et ses relais au sein de la direction du musée) elle dut quitter le musée. La même année, à la suite d'un voyage à Mikhaïlovskoïe, près de Pskov, dans le domaine d'Alexandre Pouchkine et au monastère de Sviatogorsk, on lui proposa d'écrire trois reportages sur la vie du grand poète. Elle publia encore une série d'ouvrages de recherches et de critique.
Auparavant en 1958, elle avait refusé de signer la lettre condamnant Boris Pasternak.
En 1968, elle écrivit deux récits pour la revue Novy Mir suivis immédiatement par deux autres. Publié l'année suivante, Une semaine comme une autre lui acquit une renommée internationale et fut traduit en estonien, en anglais, en allemand, en français, en hongrois, en norvégien en 1975. Ainsi, jusqu'en 1974, elle écrivit une vingtaine de récits, trois nouvelles, plusieurs essais sur Pouchkine dont une partie est publiée. En 1971, elle fit publier Alexandre Pouchkine. Supports visuels pour l'école secondaire
En 1979, elle entra à l'union des écrivains.
Morte à Moscou, Natalia Baranskaïa est inhumée au cimetière de Novodievitchi.

## Œuvres
- 1968 : La retraite, publié dans la revue Novy Mir no 5. Traduction et notes de Jeanne Rude1
- 1968 : Deux maisons, publié dans la revue Novy Mir no 5. Traduction et notes d'Hélène Sinany1
- 1968 : Cette effrontée de Giselle, publié dans la revue Iounost. Traduction et notes d'Hélène Sinany1
- 1969 : Une semaine comme une autre, publié dans la revue Novy Mir no 11. Traduction et notes d'Hélène Sinany1
- 1973 : Panteleimon, o Panteleimon, publié dans la revue Zviezda no 9. Traduction et notes de Jeanne Rude1
- 1974 : Jeune et gai fox-terrier, publié dans la revue Almanach Sibir à Irkoutsk. Traduction et notes de Jeanne Rude1
- 1974 : Au bout du monde, publié dans la revue Almanach Sibir à Irkoutsk. Traduction et notes de Jeanne Rude1
- 1977 : De la couleur de miel foncé dédié à Natalia Nikolaïevna Gontcharova
- 1981 : Femme à l'ombelle
- 1989 : Jour du souvenir (roman), roman sur les femmes-soldat pendant la Grande guerre patriotique
- 1999 : Errance d'un sans-abri. Une biographie qui regroupe archives de la famille, anciens albums, lettres de différentes années, documents, souvenirs de mes parents et de leurs amis, mes propres souvenirs.
- Dates non indiquées:
- Une conversation délicate. Traduction et notes de Jeanne Rude1
- Le vélo de Borin
- Le travail de Lushkina
- Moi, Nikitine et Plyushchikha